# León Real

Escudo del Reino de León.

León Real es una Fundación creada en 2008, desde el Ayuntamiento de León. Está presidida por el también vicealcalde de la ciudad Javier Chamorro y la vicepresidenta es Evelia Fernández, edil del Consistorio de León. Su fin principal, según consta en sus estatutos es «promocionar actos relacionados con el Reino de León, la Corona de León y con los territorios que en algún momento formaron parte del Reino de León, así como fomentar los principios que inspiraron las Cortes de León de 1188».
La Fundación León Real ha sido creada en el contexto de la celebración, en 2010, del 1.100 aniversario del Reino de León. No obstante, en los estatutos rige que la duración es indefinida. 

## León Real 2010
Con motivo de la celebración en el año 2010, del 1.100 aniversario del nacimiento del Reino de León, la Fundación León Real organizará durante todo el año actividades conmemorativas. Se prevén todo tipo de actividades culturales, desde ópera a conciertos de rock, pasando por exposiciones en museos, conferencias, coloquios, etc.

### Promoción y publicidad
León Real promocionó, el 28 de octubre de 2009, el 1.100 aniversario del Reino de León con una gran pancarta, en un encuentro futbolístico entre la Cultural Leonesa y el FC Barcelona que se enfrentaron en un partido de la Copa de su majestad el Rey. La pancarta fue expuesta ante los más de 13.000 aficionados que fueron a ver dicho encuentro en el Estadio Municipal Reino de León, así como por los tele espectadores que siguieron el partido en directo a través de la cadena de televisión La Sexta.
Desde las primeras semanas de 2010, la Fundación financió carteles publicitarios sobre el 1.100 aniversario del Reino de León y remarcar que el parlamentarismo nació en la ciudad de León con las Cortes de 1.188. Estos carteles promocionales se han colocado en comercios de la ciudad y en marquesinas de los autobuses urbanos e interurbanos.

## Proyectos y actividades más importantes
- Diciembre de 2007. Personalidades del Ayuntamiento de León participan en las jornadas de literatura "Encuentros en el frío", celebradas en León. Se anuncia que próximamente se constituirá una fundación vinculada al Consistorio de León para organizar y gestionar todo tipo de eventos y celebraciones relacionadas con la conmemoración del 1.100 aniversario del Reino de León en 2010.[2]

- 24 de junio de 2008 La Fundación inicia su andadura participando en el I Congreso Internacional de Literatura Medieval Europea, celebrado en Hospital de Órbigo. Javier Chamorro y Evelia Fernández hablaron de la literatura en el Reino de León. Esta es una fecha clave pues es cuando se empieza a dar publicidad a la Fundación.[2]

- 16 de octubre de 2009. La Fundación León Real presentó un cómic que narra la vida de Alfonso VII,[3] Rey de León y Emperador de Hispania. Esta iniciativa fue presentada en el ayuntamiento de león, junto con sus autores bajo el nombre de Aldefonsus Imperator. Los textos son de Camino Ochoa y los gráficos del dibujante Lolo. La tirada ha sido de 4.000 ejemplares que serán repartidos entre los niños, estudiantes de primaria de los colegios de León, con el fin de que conozcan mejor la historia de su región.

- 22 de enero de 2010. Arranca oficialmente la celebración del 1.100 Aniversario con un concierto benéfico de la Orquesta de Castilla y León en favor de las víctimas del terremoto de Haití. La actividad tuvo lugar en el Auditorio "Ciudad de León".[4]

- 29 de enero de 2010. El presidente de la Fundación, acompañado del responsable de Correos para Asturias, Cantabria y León anuncian que la Conmemoración del 1.100 aniversario del Reino de León tendrá su propio sello. De esta forma se conseguirá que tal efímere se conozca en toda España http://www.leonoticias.com/frontend/leonoticias/Un-Sello-Para-Un-Aniversario-vn43184-vst216.

- 27 de febrero de 2010 Se reeditan 2.000 nuevos ejemplares del cómic sobre la vida del rey de León Alfonso VII que se distribuyeron entre las bibliotecas municipales y centros culturales de la provincia. Esta reedición viene a sumarse a la primera tirada de 4.000 ejemplares que se repartieron en los colegios de la ciudad de León.[5]